# Io son per te l'amore
Io son per te l'amore è un singolo della cantautrice italiana Emma, pubblicato il 15 aprile 2011 come secondo estratto dalla riedizione del secondo album in studio A me piace così.

## Descrizione
Il brano è stato scritto da Francesco Silvestre dei Modà, prima della loro co-partecipazione al Festival di Sanremo 2011. La canzone è stata più volte presentata in vari programmi, quando ancora non era un singolo ufficiale. Il singolo è stato inserito anche nelle compilation Wind Music Awards 2011, Radio Italia Top Estate 2011 ed in Love 2013.

## Video musicale
Il video, per la regia di Marco Salom, reso disponibile in anteprima dal 13 aprile 2011 sul sito del Corriere della Sera, è stato girato a New York. Al video prendono parte altri due ex concorrenti di Amici di Maria De Filippi, la ballerina Elena D'Amario, presente nell'edizione vinta da Emma, e il cantautore Virginio, vincitore della successiva e presente nel video per strada ed al piano con indosso una maschera.

La maschera che ricorre spesso nel video trova spiegazione in una dichiarazione rilasciata dalla cantante:

## Tracce
Testi di Francesco Silvestre, musiche di Francesco Silvestre, Orazio Grillo.
1. Io son per te l'amore – 3:46

## Classifiche
| Classifica (2011) | Posizione massima |
| ----------------- | ----------------- |
| Italia            | 28                |